# Sophora wightii
Sophora wightii är en ärtväxtart som beskrevs av John Gilbert Baker. Sophora wightii ingår i släktet soforor, och familjen ärtväxter.

## Underarter
Arten delas in i följande underarter:
- S. w. bhutanica
- S. w. wightii